# Кавары (кельты)

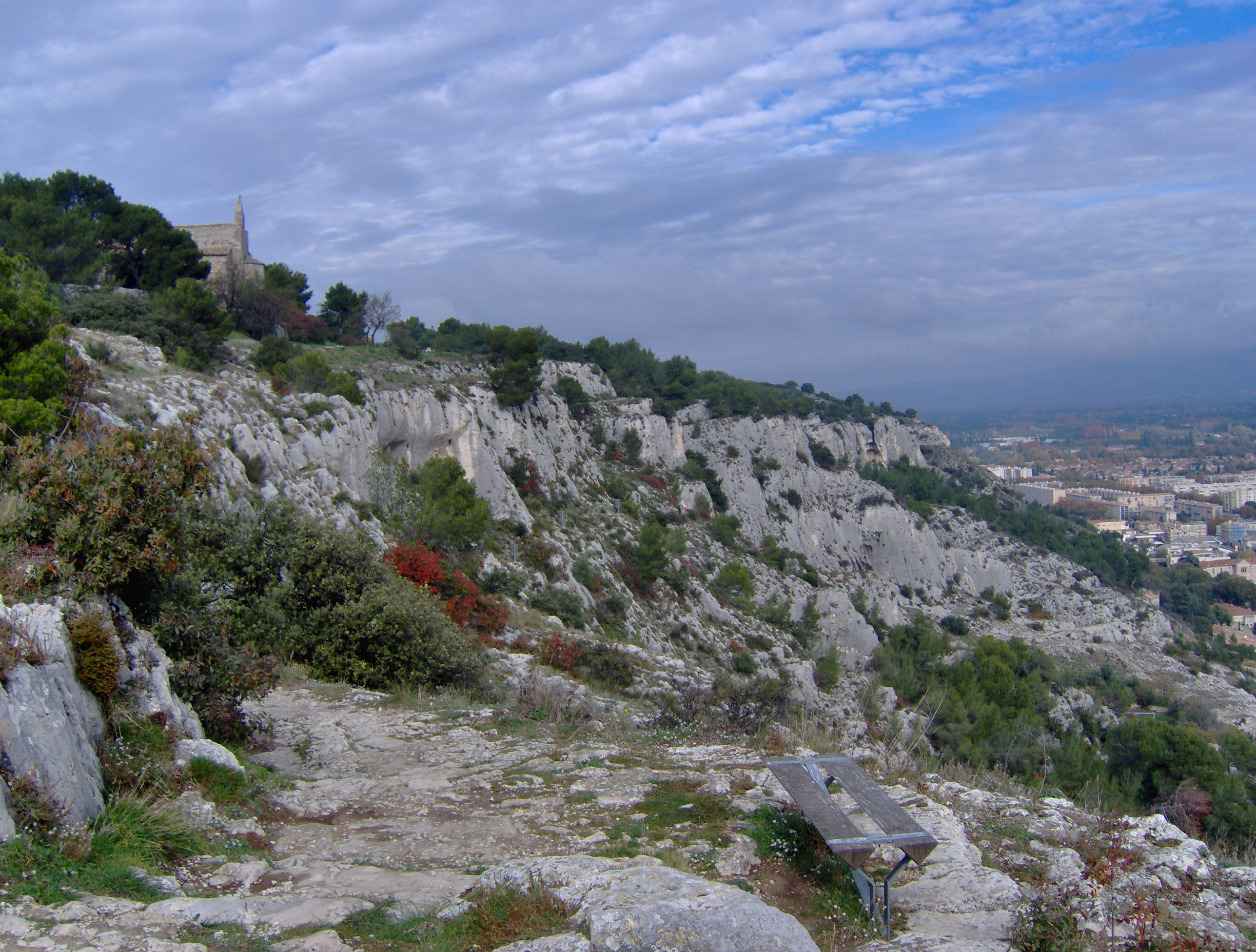
Каварский оппид на холме Святого Жака рядом с Кавайоном.

Кавары — кельтолигурский народ, или, скорее всего, конфедерация народов, живших на юго-востоке Галлии. Страбон писал, что их территория, была расположена от места слияния рек Рона и Изер до города Кабаллиона (у реки Друэнции). Сейчас здесь находятся города Оранж и Авиньон, Валанс. Рядом с сегодняшним Кавайоном (в Воклюзе) у них был оппид.

## Происхождение названия

Кавары и их соседи

Считается, что слово «кадавры» галльского происхождения и значит «герои» или «победители». Возможно, это заимствование слова caur («герой», «воин-победитель») древнеирландского происхождения, которое, в свою очередь, происходит от галльского cawr («великий герой»).

## История

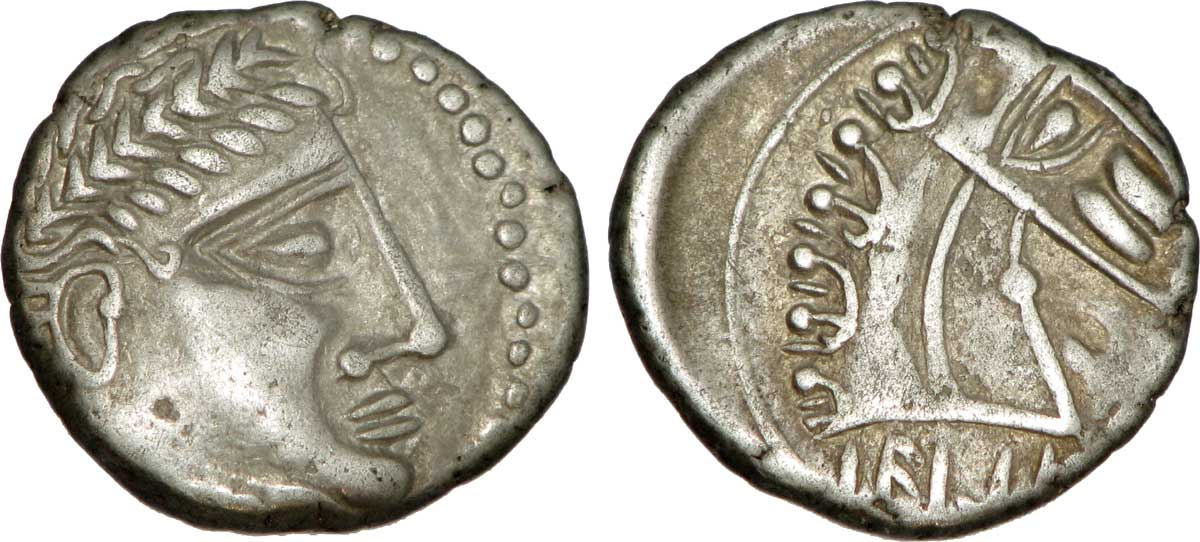
Монеты каваров I века до н. э.

Согласно Страбону, кавары были союзниками Рима. В I веке у них была территория, которая простиралась до реки Изер. Кавары включали народ Сеговейон, и, возможно, народы Трикастена.
Скорее всего, кавары пересекли Дюранс через брод и поселились в Трикастене. Около реки, возле Новского кладбища, в 1849 году была найдена фигурка монстра, вероятно созданная каварами. Фигурка Тараска датируется 50 годом до н. э.
Кавары граничили с племенем салиев на юге, племенами воконтиев и альбичи на севере.
Согласно Плинию, на землях каваров римляне разместили солдат второго легиона. А городу Авенниум (позже Авиньон) дали латинское право

## Археологические раскопки

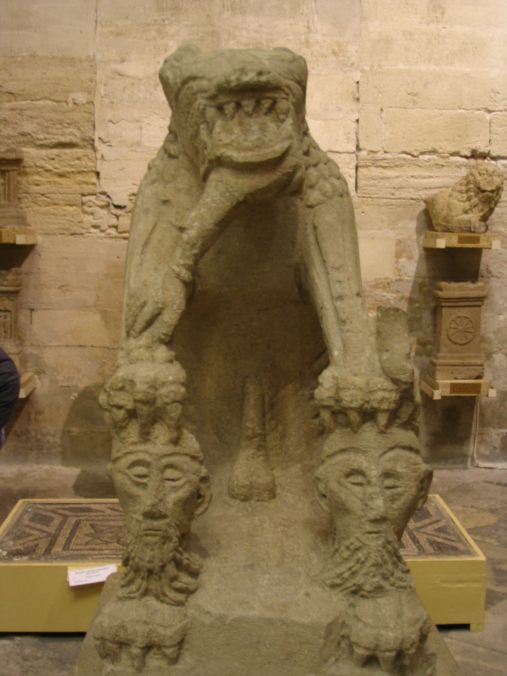
Новский Тараск

Среди приписываемых каварам объектов есть так называемый «Новский Тараск» — антропоморфная фигурка дракона. Сейчас она находится в музее Кальве в Авиньоне.